# BULLY
『BULLY』（ブリー）は米国のゲームメーカーのロックスター・ゲームスより発売されたアクションアドベンチャーゲーム。日本語版はベセスダ・ソフトワークスより発売されている。2014年3月19日からロックスター・ゲームスより、PlayStation 3版ゲームアーカイブスにて日本語PlayStation 2版の配信が開始された。「学園版GTA」と称されることもある。
10周年を迎えた2016年12月9日には、iOS及びAndroid版として『BULLY: Anniversary Edition（アニバーサリー・エディション）』の配信を開始した。

## 解説
“BULLY”とは「いじめっ子」、「いじめる」といった意味の英単語である。いわゆるスクールカーストを題材としており、全寮制の学園「ブルワース・アカデミー」とその周辺の町を舞台に、15歳の問題児ジミー・ホプキンスが繰り広げる刺激的な学園生活を描く。
2001年に公開されたアメリカの映画『BULLY ブリー』とはまったくの無関係である。
ロックスターの代表作である『グランド・セフト・オートシリーズ』(以下、GTAシリーズ)と同様に舞台となるフィールドと多数の登場人物が作りこまれており、本筋を急いで進めなくとも多数のサブシナリオやミニゲームをしているだけでも楽しめる非常に自由度の高いゲームとなっている。
ストーリーはGTAシリーズ同様、ミッションをクリアする事で進めて行く。また、学校や街を歩いているとNPCから手伝い（サブシナリオ）を頼まれる事もある。本編は全5章で構成され、エンディング後はフリーパートである第6章をプレイする事になる。尚、第3章のみ季節は冬であり、生徒達の服装も変化する。
ゲーム画面やシステムはGTAシリーズによく似ているが、全て同じというわけではない。例えば、「挨拶」や「挑発」などが可能であり、それによってNPCの対応が変化する。怒らせた相手は「謝罪」する事で見逃してもらえる事もある。また、GTAシリーズと違って時間による行動の制限が存在する。午後7時になると校舎は立ち入り禁止となり、自室で寝る事が可能になる。午前2時までに寝なければその場で気を失う。午後11時を過ぎて外出すると門限破り扱いとなる、などがある。

## ゲームシステム
今作のNPCは単なるモブキャラクターではなく、全てキャラクター付けがされている。そのため、同じ外見のキャラクターが二人以上同時に画面内に現れることは一切ない。また、学生の物語ということもあり、GTAシリーズのように死人が出ることもない。ライフのなくなったキャラクターはその場に倒れて苦しそうに呻くも、しばらくすると別の場所に健常な姿で現れる。
武器も存在するが、当然刃物や銃器、鈍器のような殺傷力の強いものではなく、パチンコ、爆竹、生卵、ビー玉、悪臭のする液体、痒くなる粉といった、もっぱらいたずら用の武器である。強力な物でもジャガイモを撃つ大砲程度である。
各グループにはリスペクトが設定されており、ミッションをクリアする事によって変動する。リスペクトが低いと、そのグループのメンバーの視界に入っただけで喧嘩を売られる。基本的にストーリーを進めることでグループを一つずつ屈服させていくが、場合によってはリスペクトが激減して再び狙われることもある。
主人公の行動はかなり細かくチェックされており、主人公が引き起こした事案やタイミングによってトラブルメーターが上昇する。GTAシリーズでいう「手配度」に当たるが、同シリーズよりも遥かに変動しやすく、生徒対生徒の喧嘩以外は監督者（風紀委員や警察）が見ていなくても見合ったメーターが変動する。メーターが0以外の状態では監督者に追われ、捕まった状態で抵抗に失敗すれば補導されてしまう。メーターが変動する主な事案としては「暴力」「いたずら」「服装違反」「門限破り」「立ち入り禁止の場所に入る」「物を破壊する」等がある。特に女子生徒や大人に暴力を振るうとメーターが赤くなり、より重いペナルティを課せられることとなる。
NPCには個別にマスクデータとしてトラブルメーターを持っており、彼らも悪戯行為や暴力行為を風紀委員や警察に見つかると追われる所は、男女差別無く主人公と平等である。例えば、学園内でのトラブルなら校長室に連れて行かれるところ等。その描写もある。
プリフェクツ（風紀委員）は学園内における警察のようなもので、彼らの前で問題を起こすと捕まえに来るため注意が必要である。非常にタフで、格闘で倒すのは非常に困難であり、攻撃をするだけで危険メーターが赤くなる。また、同学年等の生徒より小さい生徒がいるが、彼らは下級生で何処の派閥にも所属せず、喧嘩が起きても自発的に主人公を襲うことはないが、たとえ事故であっても 危害を加えると、女子生徒や大人に危害を加えた時と同様メーターが赤くなる。
下級生を除く女子生徒にはプレゼントを渡せばキスをすることができ、体力が多く回復する。ただし、服装によってはキスを断られる場合がある。どこかのグループに所属している女子とはストーリーを進める過程で仲良くなり、それまではキスに応じない。キスされた女子はしばらく付いて来るが、他の女子がそばにいた場合その二人が喧嘩を始める場合もある。

## 学園内の派閥、及びグループ
ブルワース・アカデミーには様々な生徒たちと、それらに伴う幾つかのグループが存在する。各グループ毎に服装が異なり、縄張りを保持しているのも特徴である。（）内は日本版での総称。
Bullies / ブリーズ（悪ガキ）
学園内のいじめっ子のグループ。ナーズなどの、自分達よりも弱い人間をいじめている。ジミーの最初の抗争相手であり、転校初日から攻撃を仕掛けてくる。メンバー個々の強さは大した事無いが、リーダーで巨漢のラッセル・ノーストップは格別で、ゲーム中最も強いキャラクターである。が、第一章終了後にはジミーに従順な戦友となる。メンバーは全員、だらしなく着こなした白いワイシャツ（制服）にジーンズ、スニーカーを履いている。またラッセルを除くメンバー全員は顔のどこかに痣を持っている。全面戦争が起きた時は学校の校舎内で暴れまわっていたがエドガーに鎮圧される。縄張りは特に無いが、他グループの縄張り以外なら学園内の至る所に現れる。反面、学園外の街などで見かけることはあまりない。唯一女子が所属していないグループでもある。
敵対グループ：ナーズ
Nerds / ナーズ（インテリ）
いわゆる「オタク」、「ガリ勉」のグループ。"Grottos and Gremlins（グレムリンと洞窟）"というRPGボードゲームに熱中している。メンバー全員が眼鏡をかけており、極端に痩せているか太っている。多くは頭は良いが体が弱く、また性格も内気なため、他のグループからよく虐めの対象にされている。第一章からジミーとは友好的な関係で数々の仕事を依頼しているが、後に対立する事もある。個々の戦闘能力は低いが、スティンクボムなどの投げ道具を使用してくる。メンバー全員が緑色のセーター（天文学クラブのセーター）を着ており、縄張りは図書館。リーダーはアーネスト・ジョーンズ。
敵対グループ：ブリーズ、ジョックス
Preppies / プレッピーズ（お坊ちゃま）
親が金持ちのグループ。リーダーのダービー・ハリントンを始めとする全員が御曹司で、学園内に特別にハリントン・ハウスという建物を保有している。金持ちだということに鼻を掛け、他グループの連中を見下しており、貧しい出身のグリーサーズとは犬猿の仲である。全員がボクシングをたしなんでおり、個々の戦闘能力は高く、特にビフ・テイラーはブリーズのラッセルに次ぐ戦闘能力を誇っている。メンバー全員がアクアベリー（ゲーム内に登場する高級衣料店）の青いセーターを着ており、がっしりとした体格をしている。学園内の縄張りはハリントン・ハウス周辺、学園外での縄張りはオールド・ブルサイド・ヴェイル全域（ボクシングジム周辺によく現れる）。戦闘において、よく卵を投げてくるグループでもある。
敵対グループ：グリーサーズ
Greasers / グリーサーズ（ロカビリー）
1950年代風のロカビリーファッションに身を包んだ、古き良き時代の不良の生き残り。メンバー全員が髪をグリースで整えており、制服の上に黒、黒茶色のレザージャケットもしくは青色のデニムジャケットを着込んでいる。一日中学園内のガレージ周辺をたむろしており、唯一の黒人メンバーノートン・ウィリアムス以外のメンバー全員はイタリア系アメリカ人特有の名前である。喧嘩慣れしているようで、我流で荒っぽい攻撃を仕掛けてくる。個々の戦闘能力は高いが、飛び出た強さを持ったメンバーはいない。リーダーのジョニー・ヴィンセントはガールフレンドのローラ・ロンバルディの浮気性に手を焼かされており、その件においてプレッピーズと抗争を繰り返している。学園内の縄張りはガレージ周辺一帯、学園外の縄張りは労働者地域ニューコヴェントリー全域で、そこでは地元の人間にちょっかいを出したりしている。
敵対グループ：プレッピーズ、タウニーズ
Jocks / ジョックス（体育会系）
学園最強といわれているグループ。スポーツ推薦での奨学金を受けて入校した者が多く、運動能力、戦闘能力は高いが思慮に欠けた連中が多い。アマレスやフットボールをたしなんでいるメンバーが多いせいか戦闘においては頻繁にタックルを使用してくる。リーダーのテッド・トンプソンは学園の代表委員に立候補し、ナーズのリーダーであるアーネストと抗争中。ちなみにそのテッドは、見かけとは裏腹に非常に弱く、実質はジョックスのナンバー2デーモン・ウェストがグループ内で一番タフで強い。メンバー全員が体操着またはレターマンジャケットを着込んでおり、一部のメンバーはスポーツ帽を被っている。また野球バットで戦闘に挑んでくる時もある。縄張りは体育館周辺とグラウンド全域。
敵対グループ：ナーズ
Townies / タウニーズ（タウニー）
学校へ通っていない子供たちのグループで、学園内のグループではない。理由としては学校へ通う金がない、退学処分を受けたなどで元ブルワース生も多い。そのこともあり学園の生徒たちを目の敵にしており、見かけ次第一斉に襲ってくる。全員、短髪でストリートパンク風のファッションに身を包んでおり、戦闘もストリートファイトスタイル風で、個々の実力は高い。グループのリーダーはエドガー・マンセンで、ナンバー2にオマール・ロメオが居る。メインの縄張りはブルースカイズ商業地区公園周辺だが、学園外の街中（特に裏路地等）で多く見かけられる。学園グループではグリーサーズを「勘違い連中」と特に嫌っており敵対している。
敵対グループ：学園内の全てのグループに対して敵対的だが、特にグリーサーズとの仲が悪い
上記のいずれにも所属していない生徒たちも存在している他、生徒を取り締まるPrefects / プリフェクツ（風紀委員）なども存在する。

## 課題
本作には6種類の授業が用意されている。授業は一日に午前と午後と二回行われる。それぞれの授業は五段階のレベルがあり、与えられた課題（ミニゲーム）をクリアする事で次のレベルに移れる。五段階全てクリアするとその授業に参加しなくても無断欠席扱いにならなくなる（参加するとレベル5に再挑戦する事になる）。なお「Scholarship Edition」では新たに4種類の授業(数学、地理、生物、音楽)が追加されている。
英語
書き取りの授業。与えられた複数のアルファベットを用いて単語を作る。一定数以上の単語を作ればクリア。報酬として「謝罪」や「挑発」の種類が増えていく。
美術
絵画の授業。クイックスに酷似したミニゲームを行う。報酬として、女子生徒とのキスによる回復量が増えたり、プレゼント無しでもキスに応じてくれるようになる。
体育
実際の戦闘と同じように操作して新しい技を学ぶ、或いはドッジボールのミニゲームを行う。新しい攻撃方法を会得したり、攻撃の命中率が上がる。
化学
薬品の調合の授業。右から流れてくるものと同じボタンをタイミングよく押す。報酬として自室で作れるアイテムが増える。
技術
自転車の組み立ての授業。画面に表示される操作（スティックの回転やボタン連打）を素早く行う。報酬として性能の良い自転車が貰える。
写真
課題として出された物を制限時間以内に撮影して来る。カラー写真の取れるカメラなどが報酬。

## 登場人物

### 主要人物
ジミー・“ジェームズ”・ホプキンス(Jimmy “James” Hopkins)
本作の主人公。15歳。母親の5回目の結婚による両親の新婚旅行を機にブルワース･アカデミーに編入する。それ以前は手のつけられない問題児で、いくつもの学校を退学になっている。短躯だが腕っ節はラッセルなど大柄な相手にも引けを取らない。常に苦虫を噛み潰したような顔をしており、鼻っ柱が強く喧嘩の相手にも容赦はしないが、タイトルから想起されるようないじめを行うような人物ではない。むしろ誰であろうと（良くも悪くも）平等に接するため、結果的にいじめられている生徒を助けることも多く、倒した相手と共に共闘していく事を持ち掛けたりする一面もある。また押しに弱く、頼み事をされるとなかなか断れないといった性格的に優しい一面を持つ。成績は優秀で授業での評判や教師からの評価も高い。また、様々な派閥の女子から好意を寄せられる。
ブルワース・アカデミーにて、様々なグループと抗争する事となる。
ゲイリー・スミス(Gary Smith)
ジミーの転校の日に親しげに話しかけてくる生徒。右の眉の傷跡が特徴。ジミーに一人でいることの愚かさを説き、自分の仲間に取り込む。いたずらに誘う度に、「これは俺たちがこの学校を支配できるチャンスだ」と言うのが口癖。ジミーと共にさまざまないたずらを行う。気の弱いピート・コワルスキーをいじめるのが趣味で、支配欲が非常に強い。
第一章の最後にジミーを裏切り、様々なグループをけしかけてジミーと戦わせる。ジミーが全てのグループを下して学園の王者となるや否や、タウニーズを利用して各グループを離反させ、ジミーを学園内で孤立させる。更には校長や教師達も言葉巧みに操り、ジミーを退学させる。その後、学園にて全グループの全面戦争を勃発させるが、タウニーズを味方に付けたジミーに襲撃され、後ろ盾を失い、ジミーと対決する。最後はジミーに倒され、丁度校長が監禁されている部屋に落下し、これまでの悪事が明るみに出たことにより退学処分となる。
ピート・コワルスキー(Pete Kowalski)
ゲイリーにいつもいじめられている少年。得意科目は美術で、ゲームが得意。ゲイリーが裏切った後もジミーに協力し、特にグリーサーズとの決戦ではジミーの勝利に貢献した。なぜか変人揃いのナーズから変人扱いされている。一時期、調子に乗ったジミーに冷遇されることもあるが、ジミーが学園で孤立した後も味方であり続け、最後はジミーから「親友」と呼ばれる。

### ブリーズ(悪ガキ)
ラッセル・ノースロップ(Russell Northrop)
ブリーズのリーダーで、頭は悪いが最強ともいえる戦闘力を持つ巨漢。チャプター1の最後でゲイリーに騙され、ジミーと戦う。敗北後はジミーと戦友となり、学園の情勢がどう変化しようと、常に味方で在り続ける。家は高級住宅街にあることから、金持ちらしい。喧嘩の際に「デストローイ！」と叫ぶ癖がある。終盤は彼の活躍で障害を突破することも多い。
デイビス・ホワイト(Davis White)
ジミーと最初に戦った相手。ジミーに向けてパチンコを撃って逃げ回り、最後はジミーと戦うが敗北し、パチンコを奪われる。その後はジミーと仲間になり、金を払うと行動してくれる。
イーサン・ロビンソン(Ethan Robinson)
トム・ジャーニー(Tom Gurney)
トレント・ノースウィック(Trent Northwick)
金髪の少年。同性愛者である。ちなみにチャプター2のミッション「映画のチケット」では、ジョックスのカービィ・オルセンと手を繋いでいる所を見る事ができる。
トロイ・ミラー(Troy Miller)
ウェイド・マーティン(Wade Martin)
チュートリアルで戦う相手であり、グループの中で一番口が悪い。

### ナーズ(インテリ)
アーネスト・ジョーンズ(Earnest Jones)
ナーズのリーダー。ジョックスのテッドとは生徒会長の座をかけて激しく争っている。その一方で、ジミーにジョックスのマンディの盗撮写真を撮ってくるように依頼するという異常な行動をとっている。その写真を校内街中に貼るということもした。また彼と戦闘する時は大砲のような物でジミーを苦しめるも、ジミーに倒された後はポテトガンを渡した。
アルジャーノン・パパドポウロス(Algernon Papadopoulos)
通称アルジー。小太りで何時もなぜかズボンのチャックが開いている(ただし、冬ではチャックが閉まっている)。マザコンらしく、母親は彼の事を「アルジー王子」と呼んでいるらしい。校長も知っているほど膀胱が弱い。一時、ジミーの事に嫌気が差しナーズの仲間と共にジミーを倒そうとするが、敗れる。見た目が目立つせいか、リーダーのアーネストよりミッションでの登場回数は多い。
ベアトリス・トルドー(Beatrice Trudeau)
ナーズの紅一点。女性の中では猫背であり、メガネをかけている。口唇ヘルペスにかかっている。ジョックスのマンディとは仲が悪く、マンディによくいじめられる。最初はジミーの事が嫌いだったが、次第に好意を抱いた模様。チャプター1のミッション「ベアトリスの日記」をクリアするとジミーの部屋に写真が飾られる。作中で最初にジミーに好意を持つ。
バッキー・パスツール(Bucky Pasteur)
作中序盤にユニスのチョコを盗んだ人物。直後にジミーと対決してお灸をすえられる。
コーネリアス・ジョンソン(Cornelius Johnson)
ナーズの中では背が高い黒人。同性愛である。
ドナルド・アンダーソン(Donald Anderson)
ファッティ・ジョンソン(Fatty Johnson)
体育のレスリングの授業でジミーの相手をする人物。
サッド・カールソン(Thad Carlson)
メルヴィン・オコーナー(Melvin O'Connor)
チャプター1のミッション「トレーディングカード」で取られたカードの回収をジミーに依頼する。物事をロールプレイングゲームの用語に置き換えた話し方をする。耳に鉛筆を乗せているのが特徴的。

### プレッピーズ(お坊ちゃま)
ダービー・ハリントン(Derby Harrington)
プレッピーズのリーダー。彼ら専用の建物である「ハリントンハウス」を校内に所有しているほどの金持ち。ただ、喧嘩の腕はあまり強くない。しかし、ビフがジミーに敗れた時は本気を見せる所もある。ジミーに敗れた後、仲間になる。ピンキーとは親戚関係であり、ピンキーとは結婚するという約束であるが、ピンキーはダービーの事を良く思っていない模様。
ビフ・テイラー(Bif Taylor)
プレッピーズのNo.2。背が高く、戦闘能力だけならプレッピーズのトップであり、喧嘩の時には一番の強敵となる。ジミーにボクシングを挑むが、敗れてしまう。
ピンキー・ゴーティエ(Pinky Gauthier)
プレッピーズの紅一点で、わがままな性格。ダービーとは親戚関係であり、将来はダービーと結婚するという約束であるが、デートの遅刻ばかりするダービーの事が嫌いな模様。遊園地のミッションでクマのぬいぐるみをプレゼントするとジミーに好意を持つ。
チャッド・モリス(Chad Morris)
プレッピーズでは、唯一の黒人男性。ジミーとボクシングで戦った相手でもある。グリーサーズのローラと恋人になろうとするが、ジミーに止められる。
ブライス・モントローズ(Bryce Montrose)
ゴード・ヴァンドーム(Gord Vendome)
同性愛者。
ジャスティン・ヴァンダーヴェルデ(Justin Vandervelde)
パーカー・オーグルヴィー(Parker Ogilvie)
タッド・スペンサー(Tad Spencer)
プレッピーズでもハリントンに次ぐ金持ち。父親から虐待を受けており、そのせいかアルジーと並ぶ重度のマザコン。ゲイリーに騙されてジミーと敵対する。

### グリーサーズ(ロカビリー)
ジョニー・ヴィンセント(Johnny Vincent)
ロカビリーのリーダー。彼女であるローラをとても愛しているが、そのローラは浮気性な上、途中で別の男に寝取られる。ジミーがローラに手を出したと思い込み戦うが敗れ、ジミーの仲間になる。その後は陰謀によりタウニーズにリハビリセンターに入れられてしまうが、ジミーに救出される。
ローラ・ロンバルディ(Lola Lombardi)
ジョニーの彼女だが、浮気性で、よく別の男と浮気する。ストーリー中においては、アルジーやプレッピーズのゴードに貢がせ、ジョニーを怒らせる。その後はジョニーを振ってジミーに好意を持つ。物語の終盤で再びジョニーの元へ戻るが、その後もキスは可能である。
ノートン・ウィリアムズ(Norton Williams)
グリーサーズの中では唯一黒人で、彼のみイタリア系のファミリーネームが無い。グリーサーズの中では体力があり、手強い相手でもある。
ピーナッツ・ロマーノ(Peanut Romano)
ハル・エスポージト(Hal Esposito)
レフティ・マンチーニ(Lefty Mancini)
ラッキー・デ・ルカ(Lucky De Luca)
リッキー・プッチーノ(Ricky Pucino)
ヴァンス・メディチ(Vance Medici)
同性愛者。

### ジョックス(体育会系)
テッド・トンプソン(Ted Thompson)
ジョックスのリーダー。生徒会長の座をナーズのアーネストと争っており、学校中のポスターでは「テッドに投票するのが正しい選択だ！」「オタク共なんかダメダメ、テッドに投票するのがCoolだぜ！」といった感じのポスターを張りまくっている。ジョックスのリーダーだが、実は戦闘能力はデイモンのほうが上である。ジミーに敗れた後は仲間になる。
デイモン・ウェスト(Damon West)
ジョックスのNo.2で黒人男性。リーダーのテッドを上回る戦闘能力の持ち主。その強さはまさにデーモン（悪魔）である。
マンディ・ウィリーズ(Mandy Wiles)
ジョックスの紅一点でチアリーダー。ナーズのベアトリスとは犬猿の仲で、彼女のノートを奪うなどしていじめていたが、そのナーズと友好関係にあったジミーにより、ロッカーにスティングボムを仕掛けられたり、盗撮写真を撮られ更には暴走したアーネストの手でその写真を校内や町中にバラまかれるなど、自業自得とはいえ大変な目に合う。最終的にはこれまでの行いを反省し、盗撮写真を塗りつぶしたジミーに好意を抱く（尤も、盗撮の実行犯もジミー）。またタウニーズのゾーイとはかつて親友だったという設定がある。
ボー・ジャクソン(Bo Jackson)
ケーシー・ハリス(Casey Harris)
ダン・ウィルソン(Dan Wilson)
ユリ・カラマゾフ(Juri Karamazov)
カービィ・オルセン(Kirby Olsen)
同性愛者。喧嘩の際によく、「パウンドケーキ！」と言う癖がある。
ルイス・ルナ(Luis Luna)

### タウニーズ
エドガー・マンセン(Edgar Munsen)
タウニーズのリーダー。
ゾーイ・テイラー(Zoe Taylor)
タウニーズに所属する少女（日本語版の表記は「ゾイ」）。元々はブルワースの生徒だったが、体育教師バートンにセクハラを受けた挙句、理由もなく退学処分を受けた。一度ジミーと協力してバートンに復讐する。その後、タウニーズとの抗争をきっかけにジミーに好意を持たれ、エンディング後はジミーのとりなしで復学する。復学後の制服はかなり個性的。またジョックスのマンディとはかつて親友だったという設定がある。
オマール・ロメロ(Omar Romero)
タウニーのNo.2。エドガーの右腕。終盤のブルワースでの騒動ではジミー達と協力する。
ヘンリー（クリント）(Henry(Clint))
ダンカン(Duncan)
同性愛者。
ジャーニー(Gurney)
ジェリー(Jerry)
レオン(Leon)
オットー・タイラー(Otto Tyler)

### 一般生徒

#### 女子生徒
アンジー・ン(Angie Ng)
劇中唯一の東洋系。
クリスティ・マーティン(Christy Martin)
ユニス・ポンド(Eunice Pound)

#### 男子生徒
コンスタンティノス・ブラカス(Constantinos Brakus)
ゴードン・ウェークフィールド(Gordon Wakefield)
イワン・アレクサンダー(Ivan Alexander)
レイ・ヒューズ(Ray Hughes)
トレバー・ムーア(Trevor Moore)
ランス・ジャクソン(Lance Jackson)

#### 下級生
グロリア・ジャクソン(Gloria Jackson)
カレン・ジョンソン(Karen Johnson)
メロディー・アダムズ(Melody Adams)
ペドロ・デ・ラ・ホーヤ(Pedro De La Hoya)
シェルドン・トンプソン(Sheldon Thompson)

### 風紀委員
エドワード・セイマール2世(Edward Seymour II)
ゼス・コルベ(Seth Kolbe)
カール・ブランティング(Karl Branting)
マックス・マクタヴィッシュ(Max MacTavish)

### 教員
クラブルスニッチ教授(Dr. Crabblesnitch)
ブルワース・アカデミーの学園長。
バートン先生(Mr. Burton)
体育教師。ゾーイにセクハラしたり、ポルノショップに出入りしたり、女子寮から下着を盗むようにジミーに依頼するなど好色な初老の男性。
ギャロウェイ先生(Mr. Galloway)
英語教師。
フィリップス先生(Ms. Philips)
美術・写真教師。
ハトリック先生(Mr. Hattrick)
数学教師。
ワッツ先生(Dr. Watts)
化学教師。
ランツ先生(Mr. Luntz)
技術教師。
スローター先生(Dr. Slawter)
生物教師。
ピーターズ先生(Miss Peters)
音楽教師。Scholarship Editionで追加されたキャラクター。
ピーボディ先生(Mrs. Peabody)
女子寮寮監で家庭科教師を兼任している。
マシューズ先生(Mr. Matthews)
地理教師。Scholarship Editionで追加されたキャラクター。
ウィギンズ先生(Mr. Wiggins)
歴史教師。
エドナ
調理師。料理に痰やつばを吐いたり、賞味期限切れの肉を使用するなど極めて衛生管理の乏しい人間。また香水を飲むなど常人を逸脱した行為を行う。ワッツ先生のことが好きである。

## 機種による違い
アメリカでは当初2006年10月にPlayStation 2版が発売。その後、登場人物とミッションを追加した「Scholarship Edition（奨学金版）」が2008年3月にXbox 360とWiiで、2008年10月にWindowsで発売された（Wii版は日本では未発売）。
日本で発売されたXbox 360版・Windows版BULLYは、アメリカの「BULLY Scholarship Edition」に相当する。